# Nikon Coolpix 900

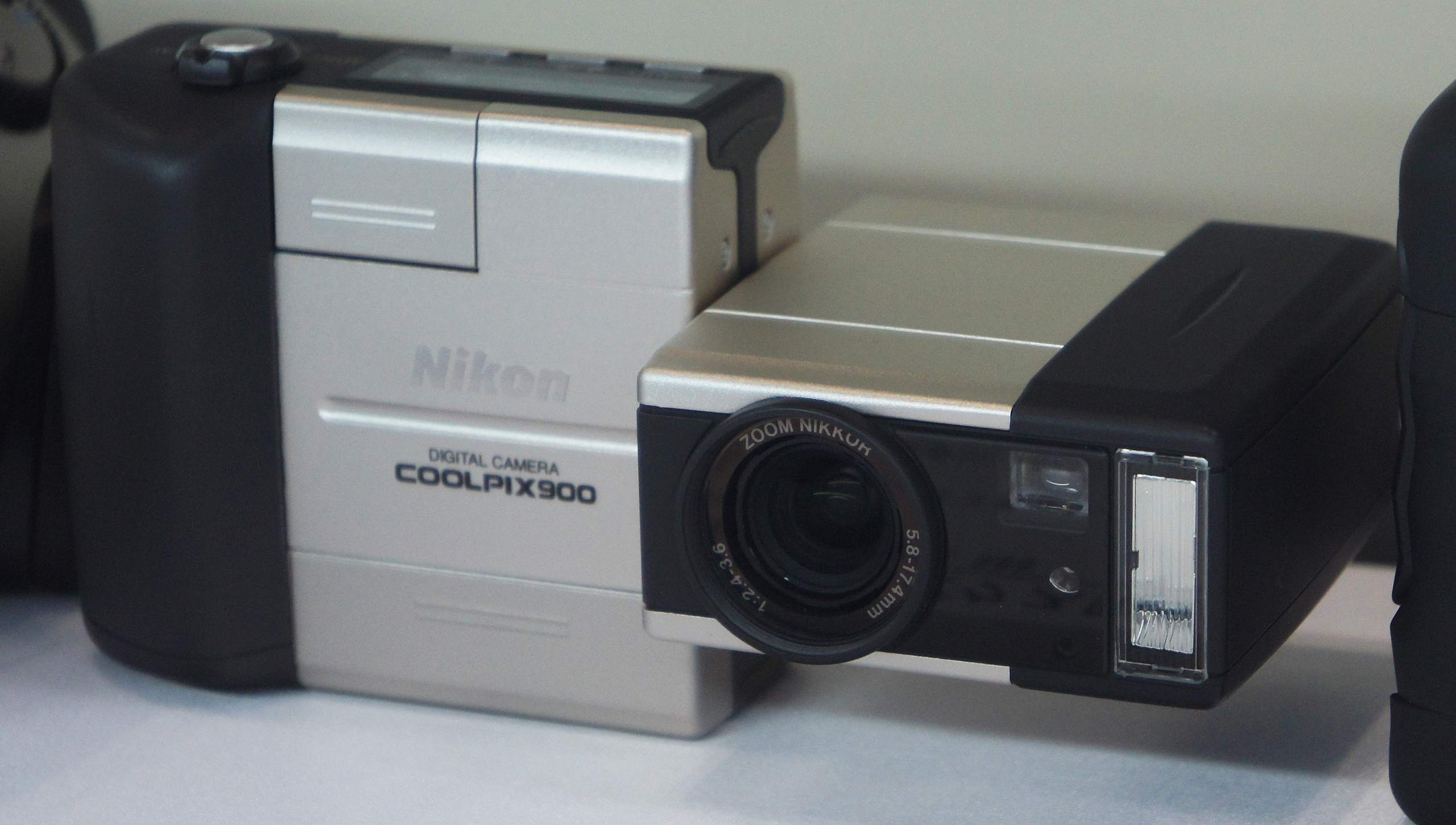
Nikon Coolpix 900

Le Nikon Coolpix 900 est un appareil photographique numérique de type compact fabriqué par Nikon, de la série Nikon Coolpix, commercialisé en avril 1998.

## Description
sa principale particularité réside dans son corps pivotant qui permet d'orienter l'objectif suivant les besoins de la prise de vue et réaliser des images inédites.

Le 900 est un appareil de dimensions : 15,7 x 7,5 x 3,5 cm qui possède une définition de 1,2 mégapixel et est équipé d'un zoom optique de 3x.

Sa portée minimum de la mise au point est de 50 cm mais ramenée à 8 cm en mode macro.

L’ajustement de l'exposition est automatique et permet également un mode manuel avec un ajustement dans une fourchette de ±2.0 par paliers de 0,5 EV.

La balance des blancs se fait de manière automatique, mais également semi-manuelle avec des 5 options pré-réglées (ensoleillé, lumière incandescent, tubes fluorescents, trouble, éclair).

Son flash incorporé a une portée de 9 m et dispose de la fonction atténuation des yeux rouges.

Son mode Rafale assure 2 images par seconde.

Sa production est maintenant arrêtée.

## Caractéristiques
- Capteur CCD taille 1/2,7 pouce - définition : 1,3 million de pixels, effective : 1,2 million de pixels
- Zoom optique : 3x, numérique : 2x
  - Distance focale équivalence 35 mm : 38-115 mm
  - Ouverture maximale de l'objectif : F/2,4-F/3,6
- Vitesse d'obturation : 1/4 à 1/750 seconde
- Sensibilité : Auto équivalent à 64 ISO
- Stockage : CompactFlash type I - pas de mémoire interne
- Définition image maxi : 1280x960 au format JPEG
- Autres définitions : 640x480
- Définitions vidéo : non disponible
- Connectique : série RS-232/422 - sortie vidéo composite
- Écran LCD de 2 pouces - matrice active TFT de 114 000 pixels
- Piles (x4) type AA (LR6).
- Poids : 420 g avec accessoires (batteries-mémoire externe)
- Finition : argent.